# حجي واشنطن
حجي واشنطن هو دبلوماسي وسياسي إيراني، ولد في 1849 في طهران في إيران، وتوفي بنفس المكان في 1898. انتخب عضو مجلس الشورى الإسلامي ‏.